# Collège Ahuntsic
Pour les articles homonymes, voir Ahuntsic (homonymie).
 (décembre 2020).
Le Collège Ahuntsic est un collège d'enseignement général et professionnel à Montréal, dans l'arrondissement d'Ahuntsic-Cartierville. Il accueille environ 10 500 étudiants dont 7 500 à l'enseignement régulier et 3 000 en formation continue. Il compte plus de 900 employés dont 600 enseignants.
Le collège est né du regroupement de différentes institutions (datant du début du XIXe siècle) et devenu public en 1967, lors de la création des cégeps.
Il abrite aussi un centre collégial de transfert de technologie, et l'Institut des communications et de l'imprimabilité (ICI), axé sur les communications graphiques qui offre des services de recherche et développement, de soutien technique et de la formation aux entreprises.
À quelques pas du complexe sportif Claude Robillard, le Collège Ahuntsic offre également un programme de sport-études.
Le jeudi 16 mai 2024, le Collège Ahuntsic est ciblé par une cyberattaque qui mène à la suspension des activités scolaires pour la journée.

## Historique

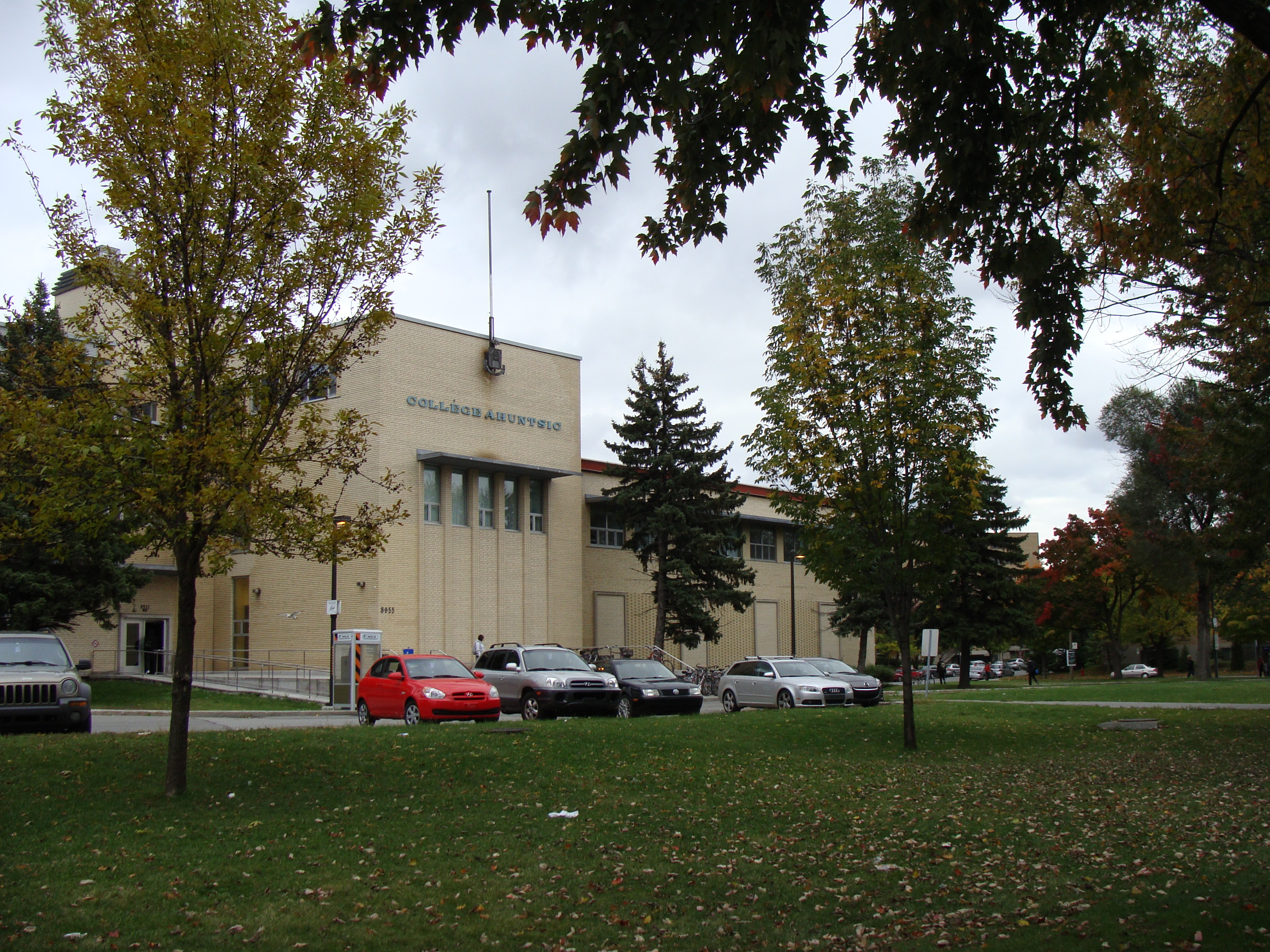
Pavillon Gutenberg du Collège Ahuntsic.

Le Collège Ahuntsic est l'un des douze premiers cégeps créés en 1967, grâce à la volonté de la population du quartier Ahuntsic, à Montréal. Le collège est né de la fusion de deux établissements : le Collège Saint-Ignace et l’Institut de technologie Laval, fondés respectivement en 1927 et en 1941. L’Institut de technologie de Laval s’est d’abord appelé école d’arts et métiers Octave-Cassegrain (1941-1949), puis École d’arts et métiers de Montréal, section nord (1950-1960). Le Collège Saint-Ignace offrait l’enseignement des humanités, et l’Institut de technologie de Laval offrait les principaux programmes techniques de l’époque. Finalement, en 1970, s’est joint l’Institut des arts graphiques du Québec.
Désormais, le collège compte trois programmes d’études préuniversitaires ; 26 programmes d’études techniques ; 7 100 élèves à l’enseignement régulier ; 3 000 inscriptions à la formation continue ; 900 employés, dont 600 professeurs.
Le nom Ahuntsic provient du nom du quartier dans lequel l'école est située qui vient à son tour d'un Français huronisé ou d'un Huron francisé, héros qui y a vécu au début de la colonie. L'ancien logo et le nom de l'équipe sportive du collège en montrent d'ailleurs les traces.

## Infrastructures

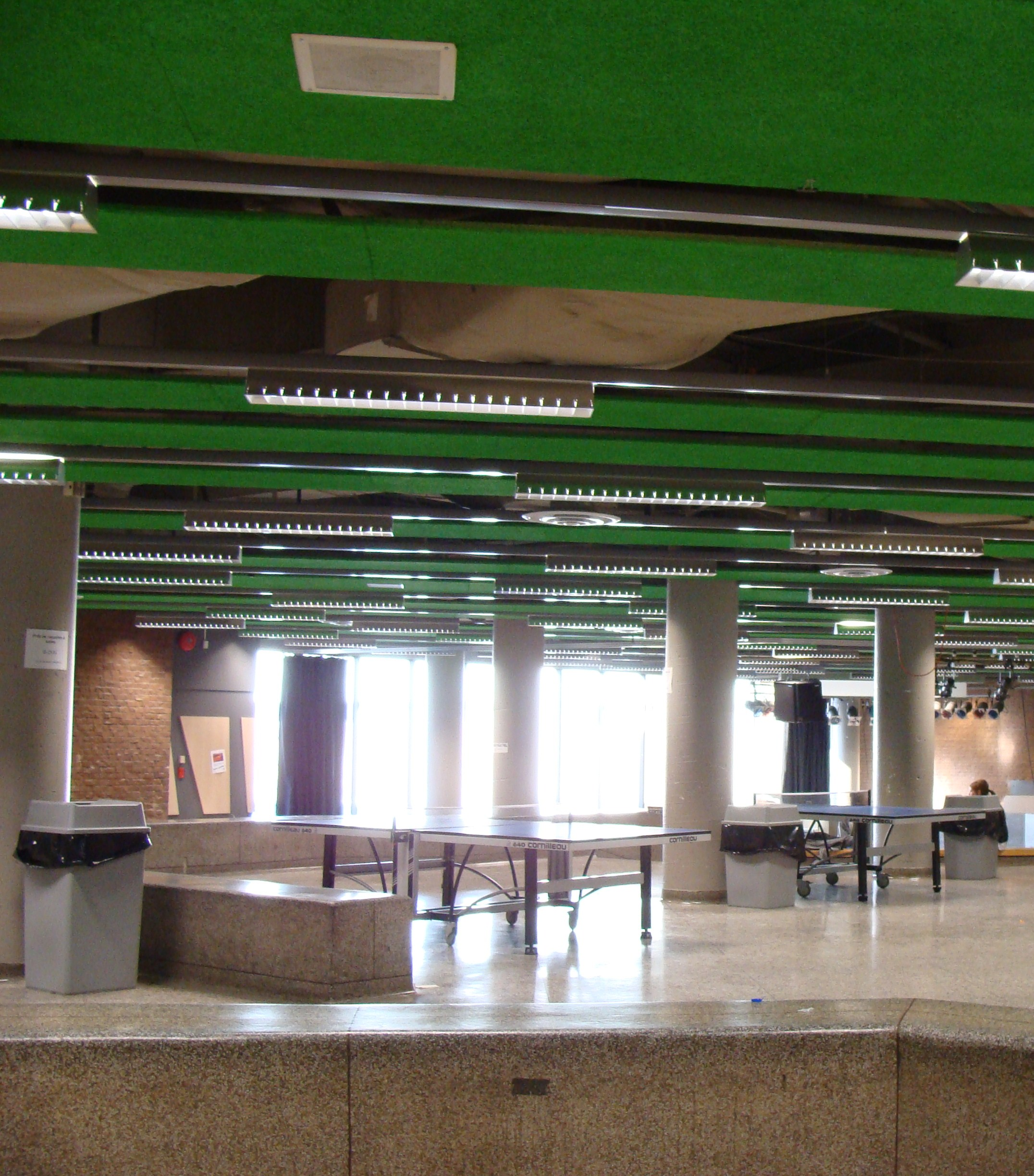
Centre social du Collège Ahuntsic.

Situé sur la rue Saint-Hubert, au nord de l'autoroute Métropolitaine et près des stations Sauvé et Crémazie (ligne orange), le collège Ahuntsic est composé de cinq pavillons :
- Pavillon François-de-Laval (A)
- Pavillon Saint-Ignace (C)
- Pavillon Gutenberg (G)
- Pavillon B
- Pavillon T

Les trois premiers pavillons donnent sur la rue Saint-Hubert.

## Affiliations
- Réseau des cégeps
- Institut des communications graphiques et de l'imprimabilité (I-CI)

## Vie étudiante
Le Concours intercollégial de poésie est un prix littéraire québécois annuel mis sur pied en 1993 par Michel Drainville, conseiller à la vie étudiante au Collège Ahuntsic. 

### Sports
Le 18 février 2021, les équipes sportives du Collège Ahuntsic changent de nom et de logo. Elles s'appellent désormais les « Aigles ». Avant cette date, les équipes portaient le nom « Indiens ». Cette décision a été prise dans le cadre d'un processus de réflexion pour une meilleure compréhension des cultures autochtones.